# Крем'янка (Звягельський район)
Крем'я́нка — село в Україні, у Барашівській сільській громаді Звягельськогоу району Житомирської області. Населення становить 140 осіб.

## Географія
Територія, на якій розташоване село знаходиться в межах Поліської низовини, над річкою Уж, що впадає в Прип'ять. У водоймах водиться щука, окунь, карась і в'юн. Середня висота над рівнем моря 210 м. Клімат помірно континентальний. За останні 10 років літо сухе, а зима м'яка.
Село межує на сході з Киянкою, на південному сході з Киселівкою, на півдні з Ганнопіль, на південному заході з Бобрицькою Боляркою, на північному заході з Березівкою.

## Історія
У 1906 році колонія Барашівської волості Житомирського повіту Волинської губернії. Відстань від повітового міста 70 верст, від волості 5. Дворів 66, мешканців 423.
Колонія була створена німцями-переселенцями на початку 60 років XIX століття. Місце для майбутньої колонії було вибрано дуже вдало на лівому березі річки Уж, яка протікала серед віковічних дубових гаїв. Система господарювання німецьких колоністів значно відрізнялася від господарювання місцевих селян. В своїх господарствах німці тримали високопродуктивну породу корів. А головною тяговою силою у них були коні, а не воли, які були збитковими, а навіть в багатьох випадках небезпечні. Старожили розповідали, що були свідками, коли літом в спеку перевозячи з далекого поля снопи жита чи пшениці, воли могли на свій волячий розсуд кинутися з місточка прямо вниз, щоб попити води. Наслідки бували трагічними.
На прикінці 19-го століття, педагог, церковний та громадський діяч, історик-краєзнавець Волині кінця XIX століття Теодорович Микола Іванович в своїй книзі "Историко-статистическое описание церквей и приходов Волынской епархии. т.1 Уезды Житомирский, Новоград-Волынский и Овручский.  Почаев. в Издательстве Почаево-Успенской Лавры, 1888" на сторінці 73, зазначає, що на той час в німецькій колонії Крем'янка знаходилася школа (більш за все - німецька), постоялий двір, вітряний млин і фарфоровий завод.
Колонія мала вигляд так званих седищ, які були розкидані від теперішнього моста через річку Уж на дорозі Киянка-Крем'янка (від території поміщицького маєтку) і до колишнього поселення Посьолок (остання будівля в якому була розібрана в 1990-х роках). Ця місцевість ще інколи називається - Стара Крем"янка. Хати будувалися безпосередньо на землях, якими володіли колоністи і селяни. До цих пір збереглися топонімічні назви седищ: Омельківське, Штондове, Нецельове інші. Варто зазначити, що у колонії жили і українці. Про це свідчать назви седищ: Чорноусове, Івана Рудого, Прохорове, Петренкове, Носашине тощо. На захід від села збереглися залишки так званого німецького (лютеранського) кладовища. Недалеко від якого знаходилася фарфорова фабрика, вироби якої були дуже доброї якості і цінувалися при царському дворі. Перший удар по колонії прийшовся на 1915 рік, коли у прифронтовій зоні створювалась 150 кілометрова зона, з якої виселяли усіх німців. Другий удар по колонії прийшовся після 1929 рік, коли почали переселяти німців для компактного проживання до населених пунктів Пулинського національного німецького району. Останній і остаточний удар по німецькій колонії Крем'янка було нанесено в 1934 році, після ліквідації національних районів, зокрема, Пулинського німецького та Мархалівського польського. Що фактично остаточно знищив колонію. Всі повні німецькі сім'ї були вивезені і залишилися в основному тільки змішані сім"ї.
Німецька хата будувалася таким чином, що абсолютно все господарство було постійно на виду. Як правило, свої господарства разом з сінокосом та лісом німці огорожували дерев'яним тином. Від німців місцевий люд дізнався про металеві плуги та борони, металеві осі на вози і брички, млини вітрові та водяні, розведення риби поруч з хатою в так званих сажалках. Німецька колонія була взірцем для місцевих селян.
До жовтневого перевороту в Петрограді 1917 року жителі колонії вільно здійснювали свої релігійні обряди в різних культових закладах. Православні в церкві Преображення Господнього, римо-католики в костелі Святого Антонія с. Бараші, а лютерани в Євангелійно-лютеранській кірсі Геймталь (нині с. Ясенівка Пулинського району).
Гетьман Скоропадський у своїх спогадах про ці території відзначав, що люди тут живуть заможно, мають великі господарства, не мають нужди і не знають слова голод.
Радикальні зміни відбулися не на краще в період тотальної примусової колективізації, коли у селян без жодної компенсації відібрали господарства і землю. Колись добрі господарі стали називатися просто колгоспниками без права переїзду на інше місце проживання. Для того часу характерним був навіть народний фольклор типу: «Встань Ленін, подивися, до чого ми дожилися. Хата боком, клуня боком і кобила з одним оком».
Голодомор 1932-1933 року остаточно знищив приватне сільське господарство на цих територіях. Після розкуркулення і висилки так званих "куркулів", тут залишилися одноосібні господарства, що не бажали вступати в колгосп. Мотивація була простою: "Так господарювати не можна. Колгоспи не на довго. Скоро розпадуться, а заберуть землю і реманент то назад не вернеш". Восени 1932 року одноосібників обклали податками "натурою". Загони активістів примусово вилучали все збіжжя, аж до квасолі і гарбузового насіння. Тут слід відзначити, що більшість селянських сімей мали від 5 до 12 дітей. Страшну зиму 1932-1933 років пережили без втрат в основному сім'ї, які зберегли у господарстві корів. Весною 1933 року колгоспи почали вирівнювання меж колгоспних полів шляхом вилучення земель у одноосібників і надання їм земельних ділянок на "бросових" землях, часто далеко від обійстя, на неродючих пісках. Коли весною 1933 року почали пухнути від голоду родини, які пережили страшну зиму 1932-1933 років без втрат, стало зрозуміло: єдиний шлях порятунку, це записатися до колгоспу. Колгосп забирав усе: землю, коней, тяглових биків, реманент, розбирав комори, конюшні, зерноховища тощо. Взамін привозив півтора мішка висівок (суміш зерна і бур'янів, що залишається після чищення зерна) для засівання присадибної ділянки. Скільки загинуло мешканців колонії Крем"янка під час голодомору 1932-1933 років встановити неможливо. Страшним свідченням тих часів став випадок, що стався в 1980 році. На околиці села Крем'янка, біля "піщаного кар'єру" діти відкопали на невеликів глибині два людські черепи: дитячий і дорослої дитини. Інших залишків в могилі не було.
Після 1934 року створені колгоспи відчули гостру потребу у дешевій рабській праці. Тому партійним керівництво було прийнято рішення про утворення села Крем'янка на місці колишньої німецької колонії. 1938 року до нового села почали звозити найбідніші сім"ї зі всього району, які, після голодомору і колективізації не могли самотужки прожити (як правило, це були сім"ї селян-одноосібників та так званих "незаможників"). Колгосп сприяв їм у будівництві житла. Частина хат було збудовано із деревини, взятої із розібраних німецьких будинків колоністів. Було утворено дві колгоспні бригади,  що відносилися до села Крем'янка: одна на так званому Чорноуовому седищі (недалеко від села Кисилівка на правому березі річки Уж) інша безпосередньо в самому селі Крем'янка.
Після 22 червня 1941 року, в районі села Кремянка, майже до кінця липня 1941 року йшли оборонні та контрнаступальні бої військ 5-ї армії генерала Потапова та 31 струлецького корпусу резерву Південно-Західного фронту. Поряд із селом Крем"янка було влаштовано польовий штаб однієї із дивізій. На місці дислокації штабу, після припинення активних бойових дій, місцеве населення розкопало архів польового трибуналу, який на жаль не зберігся. Також було знайдено величезні рулони типографського паперу та друкарську машинку. Пізніше їх передали до партизанського загону. Через родину Данюка Кіндрата Васильовича та Данюк Ганни Савківни було організовано підпільний зв'язок із Барашівським підпіллям. Через їх поставлялися  до партизанського загону майно, продукти та здійснювався обмін інформації. В селі Бараші родина тримала зв'язок із підпільниками: колишнім  директором банку Степурою Д.В. та лікарем Захаровим К.О. В будинку Данюк Кіндрата Васильовича непривалий час перебував командувач партизанським з'єднанням Сидор Ковпак та комісар Семен Руднєв під час Карпатського рейду.  Відступаючи,  нацисти планували знищити село Крем'янка. Однак завдяки самопожертві невідомих двох патріотів, які ціною свого життя зруйнували телеграфні лінії, наказ надійшов занадто пізно і нацисти не встигли його виконати.
Під час загострення сталінських репресій у 1930-х роках проти українського селянства органами НКВС безпідставно заарештовано та позбавлено волі на різні терміни 32 мешканця колонії, з яких 20 розстріляно. Нині всі постраждалі від тоталітарного режиму реабілітовані.
У 1923—1954 роках — адміністративний центр Крем'янської сільської ради Барашівського району.
Електрифікація села була здійснена тільки в другій половині 1960 років, приблизно тоді ж в селі з'явився перший телевізор. До 1938 року в старій німецькій школі (на Поселку) функціонувала середня школа, після створення села школа функціонувала на окраїні села, - так звана "Біла школа", яка була знищена під час бойових дій. Після 1945 року школа була організована в приміщенні колишнього німецького будинку ("Червона школа"), у самому селі. На момент ліквідації школи в 1972-1973 роках, була початковою, 3-х класною. На початку 1970-х років в селі булв збудоваений новий магазин. В селі функціонували сільська бібліотека та сільський клуб з кінозалом.  Все життя кіномеханіком в клубі пропрацював мешканець села Забродський Станіслав. Майже до самого розпаду СРСР в селі було тільки два стаціонарні телефони: у ветерана війни Пісклова Данила та в агітпункті бригади. Після запровадження в 1970-х роках паспортизації колгоспників, сільська молодь почала активно покидати село на навчання та роботу до великих міст. Колгосп і село поступово почали занепадати. Після розформування колгоспів, населення веде домашнє господарство та працює на сезонних роботах за межами села.